# دریاچه‌های کوکشه‌تاو
دریاچه‌های کوکشه‌تاو (قزاقی: Көкшетау көлдері) یک مجموعه دریاچه در کشور قزاقستان است که در بلندی‌های قزاق واقع شده است.